# Doignies
Doignies ist eine französische Gemeinde mit 323 Einwohnern (Stand 1. Januar 2022) im Département Nord in der Region Hauts-de-France. Sie gehört zum Kanton Cambrai im Arrondissement Cambrai.

## Geografie
Die Gemeinde Doignies liegt in einer drei Gemeinden umfassenden Exklave des Départements Nord, die vom Gebiet des Départements Pas-de-Calais umschlossen wird, 16 Kilometer westsüdwestlich von Cambrai. Sie grenzt im Nordosten an Inchy-en-Artois, im Osten an Boursies, im Südosten an Hermies, im Südwesten und Westen an Beaumetz-lès-Cambrai sowie im Nordwesten an Pronville-en-Artois.

## Bevölkerungsentwicklung
| Jahr                       | 1962 | 1968 | 1975 | 1982 | 1990 | 1999 | 2008 | 2013 | 2020 |
| Einwohner                  | 282  | 292  | 276  | 263  | 225  | 226  | 263  | 330  | 323  |
| Quellen: Cassini und INSEE |      |      |      |      |      |      |      |      |      |

## Sehenswürdigkeiten
- Kirche Saint-Martin
- Gefallenendenkmal
- Britischer Soldatenfriedhof des Ersten Weltkrieges
- zwei Wassertürme

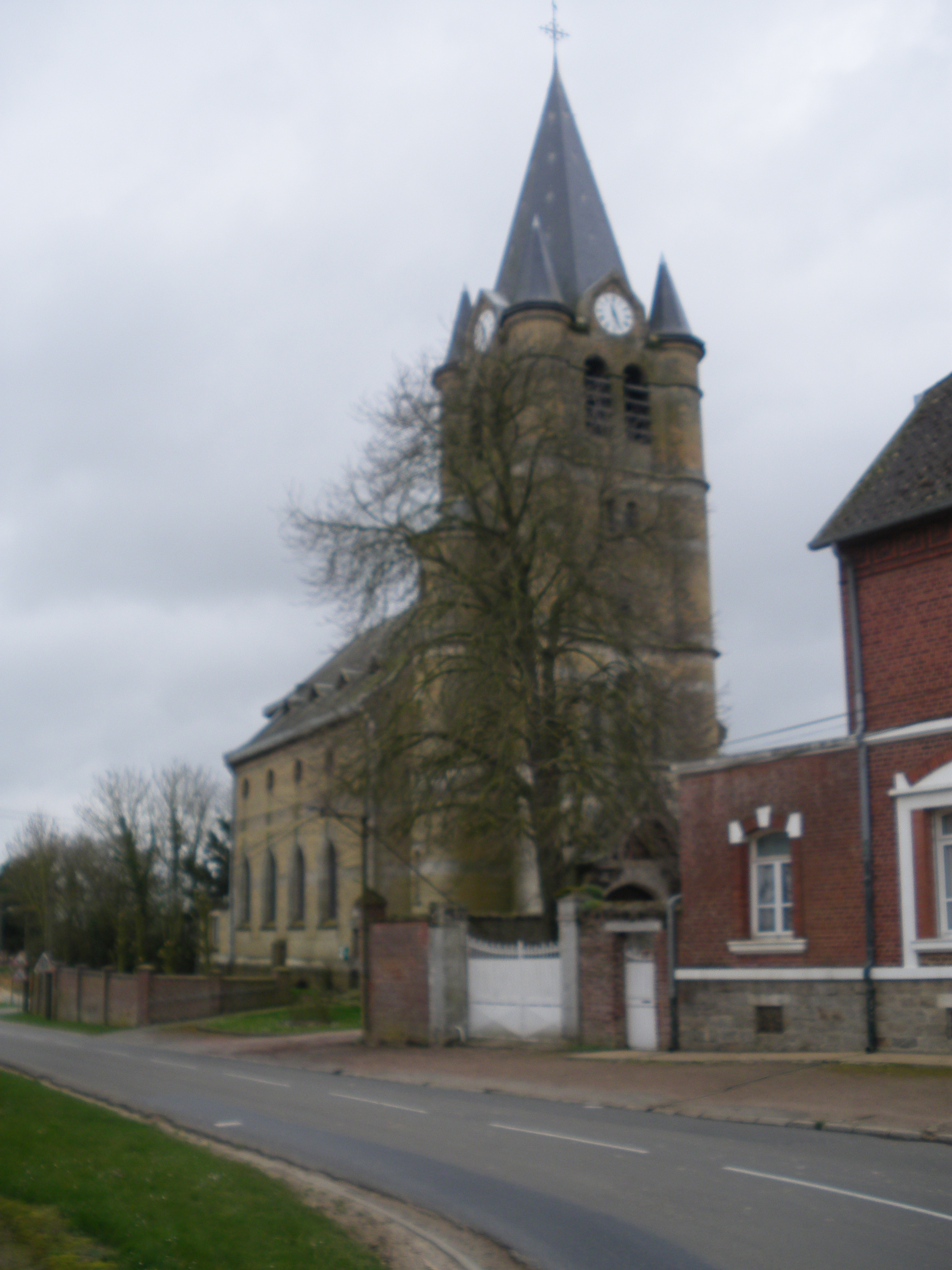
Kirche Saint-Martin
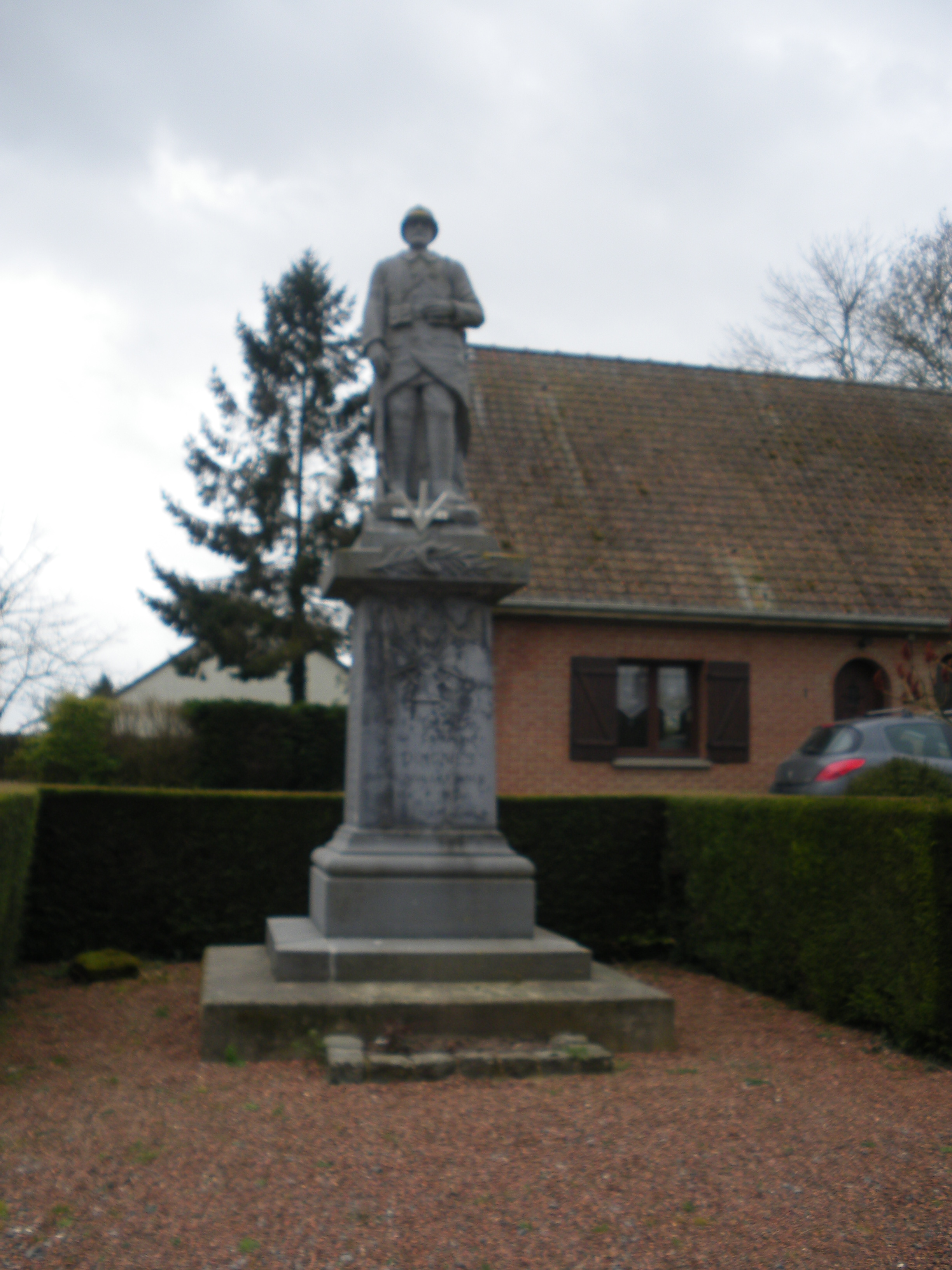
Gefallenendenkmal
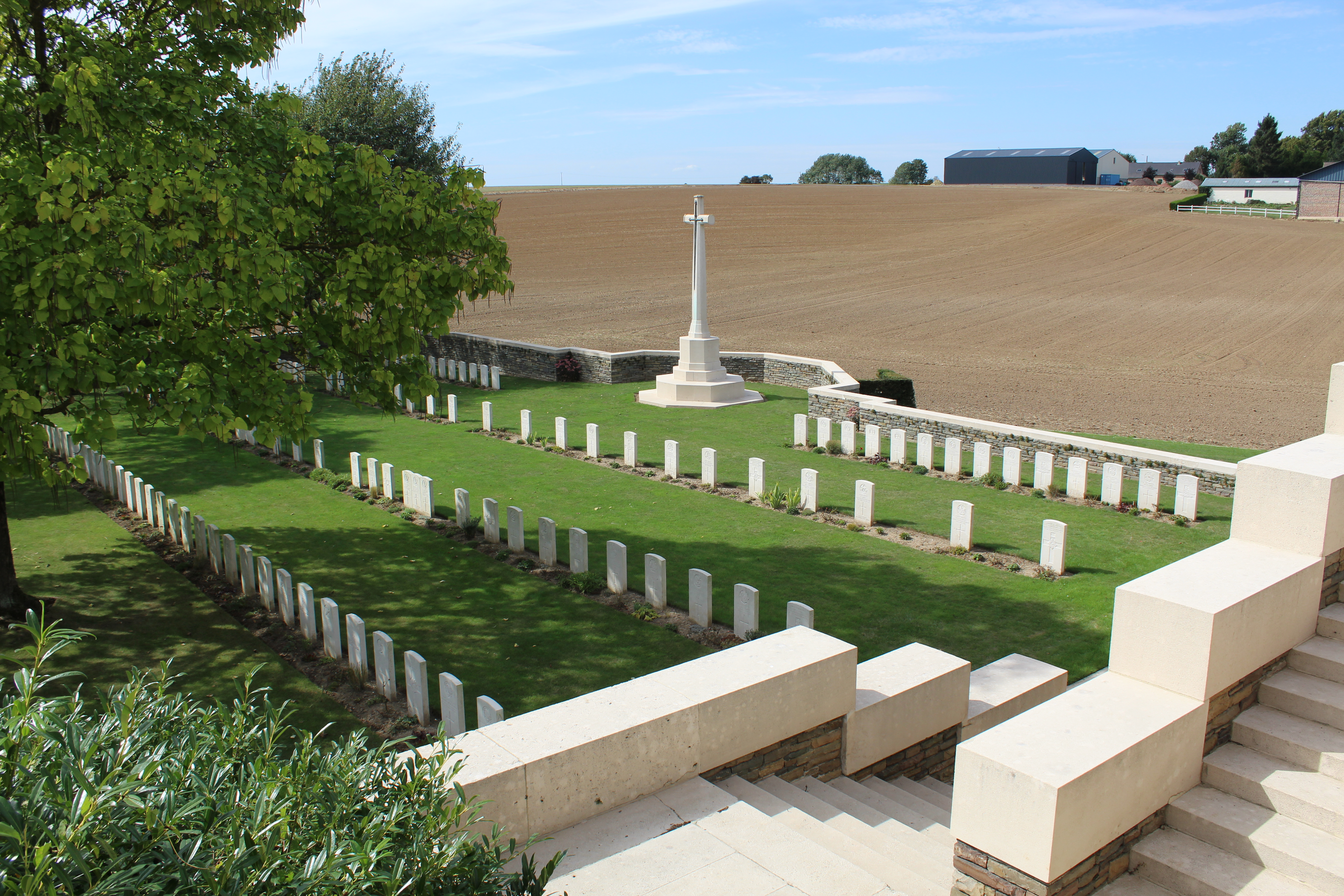
Britischer Soldatenfriedhof